# 利皮揚卡河
利皮揚卡河（烏克蘭語：Лип'янка），是位於烏克蘭中部的河流，屬於奧列利河的右支流。該河發源自伊萬尼夫卡以東，流經波爾塔瓦州，河道全長43公里，流域面積425平方公里，支流有蘇哈利皮揚卡河。